# Full Moon (2025)
Full Moon is een Nederlandse actie-thrillerfilm uit 2025 geregisseerd door David Cocheret. De film ging op 10 juni 2025 in première.

## Verhaal
De film volgt een groep van vier jeugdvrienden van achter in de dertig. De vrienden besluiten om nog één keer helemaal los te gaan tijdens een vakantie vol seks, drugs en feestjes in het zonnige Thailand. Wat een onbezorgde feestvakantie had moeten worden, verandert het al snel in een nachtmerrie als na een speciale 'Full Moon party' het levenloze lichaam van een jonge vrouw aanspoelt en de vier vrienden als hoofdverdachten worden aangewezen.

## Rolverdeling
| acteur                          | personage          |
| ------------------------------- | ------------------ |
| Matthijs van de Sande Bakhuyzen | Noah               |
| Kay Greidanus                   | Damian             |
| Joep Paddenburg                 | Jesse              |
| Yannick Jozefzoon               | Milan              |
| Byron Gibson                    | Steven             |
| Selina Wiesmann                 | Sarai              |
| Dylan Soal                      | Nicholas           |
| Sonny Chatwiriyachai            | Johk               |
| Muangthai Jirawongnirandon      | Dao Deng           |
| Josefina Herrero                | Chloe              |
| Ruslan Batrshin                 | Marcus             |
| Teerawat Mulvilai               | neppe politieagent |
| Rattanachai Pakdeerat           | boerenjongen       |
| Wanwisa Saardaiem               | boerenvrouw        |

## Achtergrond
De film werd geregisseerd door David Cocheret en geproduceerd door Dennis Cornelisse. Het scenario van de film werd geschreven door Brian de Vore. De muziek van de film werd gecomponeerd door Fons Beijer. De opnames van de film vonden in het voorjaar van 2024 plaats in Thailand. Hoofdrollen in de film waren weggelegd voor onder anderen Matthijs van de Sande Bakhuyzen, Kay Greidanus, Joep Paddenburg en Yannick Jozefzoon.

## Release
Op 15 april 2025 werden de eerste trailer van de film uitgebracht. Ful Moon ging op 10 juni 2025 in première voor pers en genodigden in Hilversum. Twee dagen later, op 12 juni 2025, werd de film in de Nederlandse bioscopen uitgebracht door distributeur The Searchers.